# Oliarus carolinensis
Oliarus carolinensis är en insektsart som beskrevs av Metcalf 1954. Oliarus carolinensis ingår i släktet Oliarus och familjen kilstritar. Inga underarter finns listade i Catalogue of Life.